# Jakobinska diktatura
Jakobinska diktatura (franc. la Terreur) je naziv za razdoblje revolucionarnog terora koji je nastupio u razdoblju od 5. rujna 1793. do 28. srpnja 1794. godine, nakon Francuske revolucije.
Povjesničari smatraju da su tijekom tih 10 mjeseci republikanske vlasti uhitile oko pola milijuna i pogubile preko 100.000 ljudi osumnjičenih da su rojalisti i pobornici katoličanstva. Između 16.000 i 40.000 ljudi je pogubljeno na giljotini, više tisuća utapanjem (npr. Utapanja u Nantesu), a ostali strijeljanjem.
U isto se vrijeme, i u jednoj mjeri potaknut republikanskim terorom, na sjeveru Francuske rasplamsao pravi građanski rat poznat pod imenom Pobuna u Vendeji, te Pobuna Šuana (u Normandiji, Bretanji, te u pokrajini Maine), uz daleko veće žrtve.
Republika je u ožujku 1793. god. proglasila masovnu regrutaciju, gdje se tražilo 300.000 mladića za vojsku; nakon što se pozivu u vojsku nije odazvalo dovoljno dragovoljaca, započelo se s prisilnom mobilizacijom, koja je među stanovništvom izazvala nemalo nezadovoljstvo. Istovremeno su državne vlasti pojačavale neprijateljske postupke prema katoličkoj crkvi, uz javno deklariranu želju da se Francuska posve dekristijanizira; u listopadu 1793. godine će katolička vjera biti posve zabranjena, a sve crkve u zemlji zatvorene ili pretvorene u hramove državnog "Kulta Razuma i Višnjeg bića". Razni drugi izrazi revolucionarne samovolje - poput drastične izmjene kalendara (franc: calendrier républicain français) ozakonjene 24. listopada 1793. (gdje su tjedni imali po deset dana, a dani i mjeseci su dobili nova imena), iritirali su veliki broj Francuza.
Na sve veće nezadovoljsto naroda, vladajući Jakobinci reagiraju osnivanjem Komiteta javnog spasa. Jakobinski vođe  Maximilien Robespierre,Jacques Hébert i Georges Danton se zalažu za pristupanje teroru, koji bi trebao rezultirati konsolidiranjem dostignuća Revolucije i inducirati kulturalnu promjenu u kojoj će Francuzi posve napustiti kršćanstvo. 17. rujna 1793. godine središnji Komitet javnog spasa donosi Zakon o sumnjivcima (franc. Loi des suspects), koji izaziva pravu "revolucionarnu paranoju" i pojačava teror. Prema tom propisu sumnjiv je "onaj, to svojim ponašenjem ili svojim vezama, bilo rječju bilo pisanjem, pokazuje da je pristalica tiranije i savezništva s neprijateljima slobode ... (spominju se neke druge kategorije sumnjivih osoba) i bivši plemići, svi njihovu muževi i žene, očevi, majke, sinovi i kćeri, braće i sestre i povjerenici emigranata" su trebali biti uhićeni i stavljeni pod nadzor mjesnih Komiteta javnog spasa (dakle, ne pravosudnih tijela) koja su ih prema svojoj prosudbi mogli držati u zatvoru ili pogubiti." Kako odvjetnici - od kojih su neki bili na dobrom glasu među revolucionarima - uspijevaju u nekim slučajevima "ometati" samovoljno djelovanje Komiteta javnog spasa, 10. lipnja 1794. godine će središnji Komitet izrijekom propisati da uhićeni nemaju pravo na odvjetnika, te da lokalni komiteti mogu donijeti samo dvije presude: oslobađajuću i na smrt.
Robespierre će svoje ideje o revolucionarnom teroru na zaokružen način iskazati u pamfletu "O principima političke moralnosti" iz veljače 1794. godine, gdje se teror prikazuje kao osobito uzvišen metod političkog rada i zapravo moralni imperativ za revolucionara: "Ako je vrlina izvor narodne vlasti u vremenima mira, izvor te vlasti tijekom revolucije je vrlina povezana s terorom: vrlina, bez koje je teror destruktivan; teror, bez koje je vrlina nemoćna. Teror je naprosto pravda koja je brza, stroga i nepopustljiva; stoga on predstavlja izraz vrline; on zapravo i ne predstavlja neko posebno načelo, nego prirodnu posljedicu općeg načela demokracije, primijenjenog u svrhu ostvarenja najprečih potreba nacije... Vlast u revoluciji jest despotizam slobode protiv tiranije."
Političke snage koje se protive teroru počinju prevladavati početkom 1794. godine. Najprije se Robespierre se distancira od Dantona, koji je bio naljutio mnoge članova Komiteta javne sigurnosti (državnog tijela koje je provodilo teror) zbog zalaganja za umjerenost u provođenju strahovlade. Robespierre se pridružuje napadima na Dantona, te nastavlja s napadima na Héberta - koji je bio radikalniji i od samog Rebespierrea. Kao posljedica tih političkih napada, Hébert je zajedno s 19 svojih pristalica giljotiniran 24. ožujka, a Danton je s pet svojih tzv. popustljivaca giljotiniran 5. travnja 1794. Naposljetku, uz nekakvo savezništvo "heberista" i "popustljivaca" koji su Robespierreu složno zamjerali ubijanje svojih vođa, biva sam Robespierre 27. srpnja 1794. godine smijenjen u Konventu (republikanskom parlamentu). Narednog su ga dana na giljotini smaknuli zajedno s njegovim najbližim suradnicima - Saint-Justeom i Coulthonom. Ta pogubljenja naznačuju kraj razdoblja revolucionarnog terora: nakon pogubljenja vođa sve tri grupe zagovornika strahovlade, nije više postojala prava motivacija da se nastavi sa samovoljnim ubijanjem političkih neistomišljenika.

## Vanjske poveznice
- The French Revolution on Encyclopedia